# Rosj Hasjana (Talmoed)

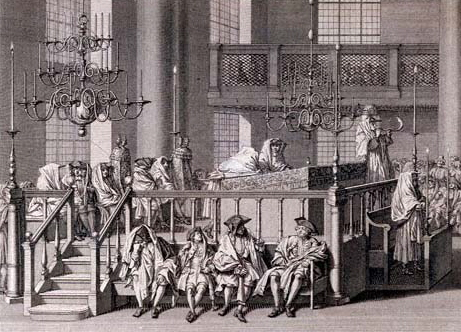
Het blazen van de sjofar op Rosj Hasjana (illustratie Bernard Picard)

Rosj Hasjana (Hebreeuws: ראש השנה, letterlijk nieuwjaarsfeest) is een traktaat (masechet) van de Misjna en de Talmoed. Het is het achtste traktaat van de Orde Moëed (Seder Moëed) en beslaat vier hoofdstukken.
Het traktaat Rosj Hasjana behandelt regels voor de viering van het nieuwjaarsfeest (Zie Leviticus 23:24 vv. en Numeri 29:1 vv.) en het vaststellen van de rosj chodesj (de nieuwe-maansdag).
Rosj Hasjana bevat Gemara (rabbijns commentaar op de Misjna) en is onderdeel van zowel de Babylonische als de Jeruzalemse Talmoed. Het traktaat bevat 35 folia in de Babylonische Talmoed en 22 in de Jeruzalemse Talmoed.